# Isaac Pupo
Isaac Pupo (Monrovia, 23 ottobre 1985) è un ex calciatore liberiano, di ruolo centrocampista.

## Carriera

### Club
Ha giocato nella massima serie dei campionati liberiano, azero, greco, indonesiano e malese.

### Nazionale
Tra il 2005 e il 2019, ha giocato 16 partite con la nazionale liberiana.

## Palmarès

### Club

#### Competizioni nazionali
- Campionato liberiano: 2

LPRC Oilers: 2005
BYC: 2013-2014